# Taxa de supervivència
La taxa de supervivència és el percentatge de pacients que viu un determinat temps després que li hagi estat diagnosticada una malaltia.
El terme s'utilitza majoritàriament en aquelles malalties que tenen un mal pronòstic i que ocasionen una elevada mortalitat en un període sensiblement curt, com per exemple el càncer o la sida. La unitat de temps més usada en les taxes de supervivència és la de cinc anys.